# اندیس سه چاهون
سه چاهون یک اندیس غیرفلزی است که در حوالی شهر بافقاستان یزد قرار دارد و مادهٔ معدنی موجود در آن، فسفات است.  